# Schweizer Leichtathletik-Hallenmeisterschaften 2013
Die 33. Schweizer Leichtathletik-Hallenmeisterschaften 2013 (auch: SM Halle Aktive, SM Halle Elite) (französisch Championnats suisses d’athlétisme en salle 2013) fanden am 16. und 17. Februar 2013 in der Sporthalle End der Welt in Magglingen statt.

## Frauen

### 60 m
| Platz | Athletin          | Zeit (s)    |
| ----- | ----------------- | ----------- |
| 1     | Ellen Sprunger    | 7,36 (EM-L) |
| 2     | Mujinga Kambundji | 7,37 U23-SR |
| 3     | Léa Sprunger      | 7,49        |

### 200 m
| Platz | Athletin        | Zeit (s) |
| ----- | --------------- | -------- |
| 1     | Ellen Sprunger  | 23,73    |
| 2     | Léa Sprunger    | 23,77    |
| 3     | Marisa Lavanchy | 24,10    |

### 400 m
| Platz | Athletin          | Zeit (s) |
| ----- | ----------------- | -------- |
| 1     | Delphine Balliger | 55,97    |
| 2     | Gaëlle Overney    | 56,49    |
| 3     | Maren Schott      | 57,02    |

### 800 m
| Platz | Athletin       | Zeit (min) |
| ----- | -------------- | ---------- |
| 1     | Selina Büchel  | 2:06,23    |
| 2     | Lisa Kurmann   | 2:11,41    |
| 3     | Tiffany Langel | 2:12,28    |

### 3000 m
| Platz | Athletin        | Zeit (min) |
| ----- | --------------- | ---------- |
| 1     | Valérie Lehmann | 9:41,96    |
| 2     | Joëlle Flück    | 9:45,52    |
| 3     | Mirja Jenni     | 9:49,15    |

### 60 m Hürden (84,0)
| Platz | Athletin        | Zeit (s) |
| ----- | --------------- | -------- |
| 1     | Noemi Zbären    | 8,28     |
| 2     | Petra Fontanive | 8,47     |
| 3     | Daniela Kyburz  | 8,67     |

### Hochsprung
| Platz | Athletin          | Höhe (m) |
| ----- | ----------------- | -------- |
| 1     | Giovanna Demo     | 1,74     |
| 2     | Michelle Zeltner  | 1,74     |
| 3     | Beatrice Lundmark | 1,74     |

### Stabhochsprung
| Platz | Athletin       | Höhe (m) |
| ----- | -------------- | -------- |
| 1     | Jessica Botter | 3,80     |
| 2     | Angelica Moser | 3,80     |
| 3     | Olivia Fischer | 3,80     |

### Weitsprung
| Platz | Athletin         | Weite (m) |
| ----- | ---------------- | --------- |
| 1     | Irene Pusterla   | 6,25      |
| 2     | Fatim Affessi    | 5,85      |
| 3     | Barbara Leuthard | 5,82      |

### Dreisprung
| Platz | Athletin          | Weite (m) |
| ----- | ----------------- | --------- |
| 1     | Barbara Leuthard  | 12,99     |
| 2     | Alexandra Liechti | 12,62     |
| 3     | Fatim Affessi     | 12,53     |

### Kugel (4,00 kg)
| Platz | Athletin         | Weite (m) |
| ----- | ---------------- | --------- |
| 1     | Regula Ryf       | 13,58     |
| 2     | Michelle Zeltner | 13,36     |
| 3     | Jasmin Lukas     | 12,94     |

## Männer

### 60 m
| Platz | Athlet              | Zeit (s) |
| ----- | ------------------- | -------- |
| 1     | Rolf Malcolm Fongué | 6,65     |
| 2     | Steven Gugerli      | 6,73     |
| 3     | Joel Burgunder      | 6,84     |

### 200 m
| Platz | Athlet         | Zeit (s) |
| ----- | -------------- | -------- |
| 1     | Joel Burgunder | 21,55    |
| 2     | Steven Gugerli | 21,63    |
| 3     | Pascal Müller  | 21,70    |

### 400 m
| Platz | Athlet                | Zeit (s) |
| ----- | --------------------- | -------- |
| 1     | Daniele Angelella     | 48,36    |
| 2     | Michael Pfanner       | 48,87    |
| 3     | Emile Pascal Emmanuel | 48,93    |

### 800 m
| Platz | Athlet           | Zeit (min) |
| ----- | ---------------- | ---------- |
| 1     | Jan Hochstrasser | 1:54,28    |
| 2     | Raphael Salm     | 1:54,58    |
| 3     | Michael Curti    | 1:55,19    |

### 1500 m
| Platz | Athlet              | Zeit (min) |
| ----- | ------------------- | ---------- |
| 1     | Michael Geissbühler | 3:58,22    |
| 2     | Thomas Huwiler      | 3:59,98    |
| 3     | Thomas Gmür         | 4:00,92    |

### 3000 m
| Platz | Athlet          | Zeit (min) |
| ----- | --------------- | ---------- |
| 1     | Severin Sager   | 8:29,54    |
| 2     | Jan Förster     | 8:30,41    |
| 3     | Pierre Fournier | 8:33,70    |

### 60 m Hürden (106,7)
| Platz | Athlet          | Zeit (s) |
| ----- | --------------- | -------- |
| 1     | Michael Page    | 8,05     |
| 2     | Dominik Alberto | 8,21     |
| 3     | Karim Manaoui   | 8,21     |

### Hochsprung
| Platz | Athlet         | Höhe (m) |
| ----- | -------------- | -------- |
| 1     | Sven Tarnowski | 2,12     |
| 2     | Loïc Gasch     | 2,12     |
| 3     | Roman Sieber   | 2,09     |

### Stabhochsprung
| Platz | Athlet           | Höhe (m) |
| ----- | ---------------- | -------- |
| 1     | Marquis Richards | 5,20     |
| 2     | Andri Oberholzer | 5,00     |
| 3     | Patrick Schütz   | 4,90     |

### Weitsprung
| Platz | Athlet          | Weite (m) |
| ----- | --------------- | --------- |
| 1     | Julian Howard   | 7,69      |
| 2     | Yves Zellweger  | 7,55      |
| 3     | Flavien Antille | 7,20      |

### Dreisprung
| Platz | Athlet            | Weite (m) |
| ----- | ----------------- | --------- |
| 1     | Alexander Hochuli | 16,13     |
| 2     | Andreas Graber    | 15,68     |
| 3     | Simon Sieber      | 15,20     |

### Kugel (7,26 kg)
| Platz | Athlet         | Weite (m) |
| ----- | -------------- | --------- |
| 1     | Yannis Croci   | 15,77     |
| 2     | Michel Edzimbi | 15,64     |
| 3     | Lukas Jost     | 15,30     |